# Георги Неманич
Георги Неманич (на сръбски: Ђорђе Немањић) е най-големият син на Вукан Неманич наследил от баща си и управлявал областта Зета в периода 1208 – 1243. След възкачването на крал Стефан Урош I на рашкия престол самостойното управление на Зета се ликвидира преминавайки в кралския патримониум. По-късно приморската област традиционно е предоставяна от Неманичите за управление на престолонаследника.
|  | Тази страница частично или изцяло представлява превод на страницата Đorđe Nemanjić в Уикипедия на английски. Оригиналният текст, както и този превод, са защитени от Лиценза „Криейтив Комънс – Признание – Споделяне на споделеното“, а за съдържание, създадено преди юни 2009 година – от Лиценза за свободна документация на ГНУ. Прегледайте историята на редакциите на оригиналната страница, както и на преводната страница, за да видите списъка на съавторите. ВАЖНО: Този шаблон се отнася единствено до авторските права върху съдържанието на статията. Добавянето му не отменя изискването да се посочват конкретни източници на твърденията, които да бъдат благонадеждни. |